# Константин (Коровин)
Епи́скоп Константи́н (в миру Козьма́ Серге́евич Коро́вин; 1 ноября 1816 (по другим данным в 1820-е годы) — 18 сентября 1881) — епископ Древлеправославной Церкви Христовой, епископа Оренбургский и Пермский.

## Биография
Был уроженцем Верхне-Тагильского завода, где его отец служил «смотрителем лесов и хлебным запасчиком». Благодаря положению родителя, Козьма был избавлен от необходимости «отправлять заводские работы». В молодости занимал должность писаря в заводской конторе. Свободное время он уделял чтению, переписке и переплению книг.
Рукоположён во священника епископом Пермским Геннадием, принял постриг.
8 декабря 1862 года был рукоположён епископом Казанским Пафнутием во епископа Оренбургского и Пермского.
15 марта 1864 года была предпринята первая попытка ареста епископа Константина на Нижнетагильском заводе, ареста удалось избежать почти случайно.
3 мая 1864 года воинской командой епископ Константин был арестован. Его поместили в секретную часть тюремного замка Перми, а в июле перевели в Екатеринбург. Он содержался под усиленным караулом, был лишён возможности совершать прогулки и видеться с кем бы то ни было. Сам епископ писал, что держат его строже, чем политического преступника. По слухам епископ был доставлен на допрос к губернатору. На задаваемые ему вопросы о сане епископство своё отрицал. Этим в связи с несомненными доказательствами обратного, вероятно, усугубил собственные злоключения. В письме архиепископу Антонию он отмечал: «Я уже пришёл в крайнее изнеможение как в перенесении бедствий, так и во всех потребностях. Здесь пребывание самое душепагубное и несносное, и потому необходимо нужно охлопатывать свободу, но претерпевая многократное разорение, я весьма истощился и оскудел».
Дело епископы велось с «величайшей медлительностью», а затем было переправлено для рассмотрения министру.
Участь епископа Константина усугублял отказ, даже под грузом неопровержимых улик, признать свой епископский сан. Серьёзные проблемы это ставило и перед защитниками «дедушки», поскольку ходатайствовать о нём как о епископе было невозможно. Архиепископ Антоний и Духовный совет неоднократно и очень настоятельно убеждали епископа Константина признать себя в том звании, которое на него «Божественною благодатию возложено». Епископ совету не внял, оправдываясь перед архиепископом, что «силы моей на то не достаёт, и не нахожу способности, и не предвижу ничего полезного».
Летом 1866 года епископ Константин был освобождён из тюрьмы, но следствие по делу продолжалось, а положение его, как лица духовного, так и члена общества было весьма неопределённым.
Оренбургская епархия осталась во временном управлении епископа Саватия, Константину предоставлена возможность совершения богослужений в домовой церкви, в келье и без огласки, и принятия исповеди. Испытав серьёзное душевное потрясение, епископ Константин опасался дальнейшего преследования со стороны властей и сам отказывался от управления епархией. Он писал епископу Саватию: «Моё здоровье весьма слабо, и до Екатеринбурга невозможно съездить, а проживание всё одинаково в стеснении… Всюду донесение и караулы со стороны духовенства, и даже решаются подсылы делать на поджог моего дома, желают совершенно истребить от земли живых».
Позднее, приняв на себя управление епархией, епископ Константин редко выезжал из Тагила.
Приход епископа Константина в 1870-е годы составлял всего 10 домов и семейств. В ходе обыска в 1864 году у епископа были изъяты 30 книг и 83 иконы. Позднее было принято решение возвратить сначала часть, а затем всё изъятое имущества владельцу. Волокита с земской полицией и даже обращение к обер-прокурору Синода, постановившему вернуть изъятое, книги и иконы стоимостью 1,5 тыс. руб. к владельцу так и не вернулись.